# Madocite
La madocite,, est une espèce minérale de la classe des sulfosels, c'est-à-dire formée d'un métal (ici le plomb), d'un métalloïde (ici l'antimoine) et du soufre de formule Pb17Sb16S41 ou Pb17(Sb,As)16S41 en intégrant des traces d'arsenic. La madocite a été nommée d'après la localité de Madoc, Ontario, Canada, où ce minéral a été découvert. D'une dureté de 3 sur l'échelle de Mohs et d'une densité de 6, la madocite est opaque, de couleur gris-métallique.  

## Historique de la description et appellations

### Inventeur et étymologie
La Commission géologique du Canada mena dans les années 1920 une campagne de prospection dans la région de Madoc, sous la direction de M. E. Wilson, pour identifier des minéraux à caractère économique. Une imprégnation du marbre par de la pyrite, de la sphalérite et de la jamesonite fut découverte et des échantillons prélevés. C'est dans ces échantillons qu'un sulfosel non identifié fut pour la première fois repéré.  
À partir de 1961, John L. Jambor (1936–2008), minéralogiste canadien, entreprit une recherche méthodique sur les sulfosels de Madoc. En 1965, il décrit la madocite qu'il nomme d'après le topotype.

### Topotype
Madoc, Comté de Hastings, Ontario, Canada,.

## Cristallographie
- La madocite cristallise dans le système cristallin orthorhombique, groupe d'espace : Pb2a.
- Paramètres de la maille : a = 27,2 Å, b = 34,1 Å, c = 4,06 Å, Z = 2; V = 3 765,73 Å3, densité calculée 6,03 g cm−3[7].

## Gîtes et gisements

### Gîtologie[10]
- Dans les marbres précambriens des calcaires de Grenville (Madoc, Ontario).
- Dans un gisement hydrothermal, dans les calcaires dolomitiques avec d'autres minéraux As-Tl (Jas Roux, France).

### Minéraux associés
Natrosilite, vuonnemite, lomonosovite, zirsinalite, natisite, rasvumite, villiaumite, aegirine, thénardite, umbite, paraumbite, kostylevite, wadeite.

## Gisements remarquables[10]
- Canada

Madoc, Comté d'Hastings, Ontario.
- France

La Chapelle-en-Valgaudémar, Hautes-Alpes.
- Kirghizistan

Novoye, Khaydarkan, Vallée de Ferghana, Monts Alaï.
- Suède

Mine Boliden, Boliden, Comté de Västerbotten.
- Bolivie

Colquiri, Département de La Paz.